# Temples
I Temples sono un gruppo musicale inglese formatosi a Kettering, nella Contea di Northamptonshire, nel 2012, a partire dall'incontro del cantante e chitarrista James Bagshaw e del bassista Tom Walmsley. La formazione della band si è poi completata con l'ingresso del tastierista e chitarrista ritmico Adam Smith e del batterista Samuel Toms.
Hanno pubblicato tre album in studio, due EP ed alcuni singoli. Il loro album di debutto, Sun Structures, è uscito nel 2014 e si è posizionato settimo nel Regno Unito.

## Formazione

### Formazione attuale
- James Edward Bagshaw – chitarra solista, voce
- Adam Thomas Smith – chitarra ritmica, tastiera, cori
- Thomas Edward James Walmsley – basso, cori
- Rens Ottink – batteria

### Ex componenti
- Jack Prince[4] – batteria
- Samuel Toms – batteria

## Discografia

### Studio albums
- Sun Structures (5 Febbraio 2014) UK No. 7
- Volcano (3 Marzo 2017) UK No. 23
- Hot Motion (27 Settembre 2019) UK No. 51
- Exotico (14 aprile 2023)

### Remix album
- Sun Restructured (10 Novembre 2014)

### EPs
- Shelter Song EP (7 Luglio 2014)
- Mesmerise Live EP (16 Settembre 2014)

### Singles
- "Shelter Song" / "Prisms" (12 Novembre 2012)
- "Colours to Life" / "Ankh" (24 Giugno 2013)
- "Keep In the Dark" / "Jewel of Mine Eye" (7 Ottobre 2013)
- "Mesmerise" (20 Novembre 2013)
- "Move with the Season" (3 Novembre 2014)
- "Certainty" (26 Settembre 2016)
- "Strange or Be Forgotten" (10 Gennaio 2017)